# Società Ginnastica Gallaratese 1939-1940
Questa voce raccoglie le informazioni riguardanti la Società Ginnastica Gallaratese nelle competizioni ufficiali della stagione 1939-1940.

## Rosa
| N. |                   | Ruolo | Calciatore           |
| -- | ----------------- | ----- | -------------------- |
|    | Italia (bandiera) | A     | Luigi Angiolini      |
|    | Italia (bandiera) | C     | Mario Baldin         |
|    | Italia (bandiera) | D     | Vincenzo Belloni     |
|    | Italia (bandiera) | A     | Bruno Bellotti       |
|    | Italia (bandiera) | P     | Edmondo Bielli       |
|    | Italia (bandiera) | C     | Franco Canavesi      |
|    | Italia (bandiera) | D     | V. Coerezza          |
|    | Italia (bandiera) | A     | Riccardo Colombo     |
|    | Italia (bandiera) | A     | Francesco Cremaschi  |
|    | Italia (bandiera) | P     | A. Dal Col           |
|    | Italia (bandiera) | C     | Giovanni Farina      |
|    | Italia (bandiera) | P     | Ugo Ferrazzi         |
|    | Italia (bandiera) | A     | L. Gamba             |
|    | Italia (bandiera) | D     | Riccardo Gastaldi    |
|    | Italia (bandiera) | A     | Manfredo Grandi (II) |

| N. |                   | Ruolo | Calciatore        |
| -- | ----------------- | ----- | ----------------- |
|    | Italia (bandiera) | C     | Giovanni Granotti |
|    | Italia (bandiera) | C     | Rino Lattuada     |
|    | Italia (bandiera) | C     | V. Losa           |
|    | Italia (bandiera) | C     | Franco Macchi     |
|    | Italia (bandiera) | A     | Renzo Monti       |
|    | Italia (bandiera) | C     | Sergio Montipò    |
|    | Italia (bandiera) | D     | Riccardo Moroni   |
|    | Italia (bandiera) | D     | Erminio Ordanini  |
|    | Italia (bandiera) | A     | Giovanni Pasetti  |
|    | Italia (bandiera) | C     | Libero Perucco    |
|    | Italia (bandiera) | D     | Angelo Rigamonti  |
|    | Italia (bandiera) | D     | Antonio Righetti  |
|    | Italia (bandiera) | A     | Alfredo Romito    |
|    | Italia (bandiera) | A     | Eugenio Tabacchi  |
|    | Italia (bandiera) | A     | Umberto Tosi      |